# Resolution 2201 des UN-Sicherheitsrates
Die Resolution 2201 des UN-Sicherheitsrates wurde am 15. Februar 2015 einstimmig verabschiedet. Der Sicherheitsrat verurteilte die Handlungen der Houthis und forderte sie auf, sich aus den staatlichen Institutionen zurückzuziehen und den jemenitischen Präsidenten Abdrabbo Mansour Hadi freizulassen.